# Usa (Bibel)

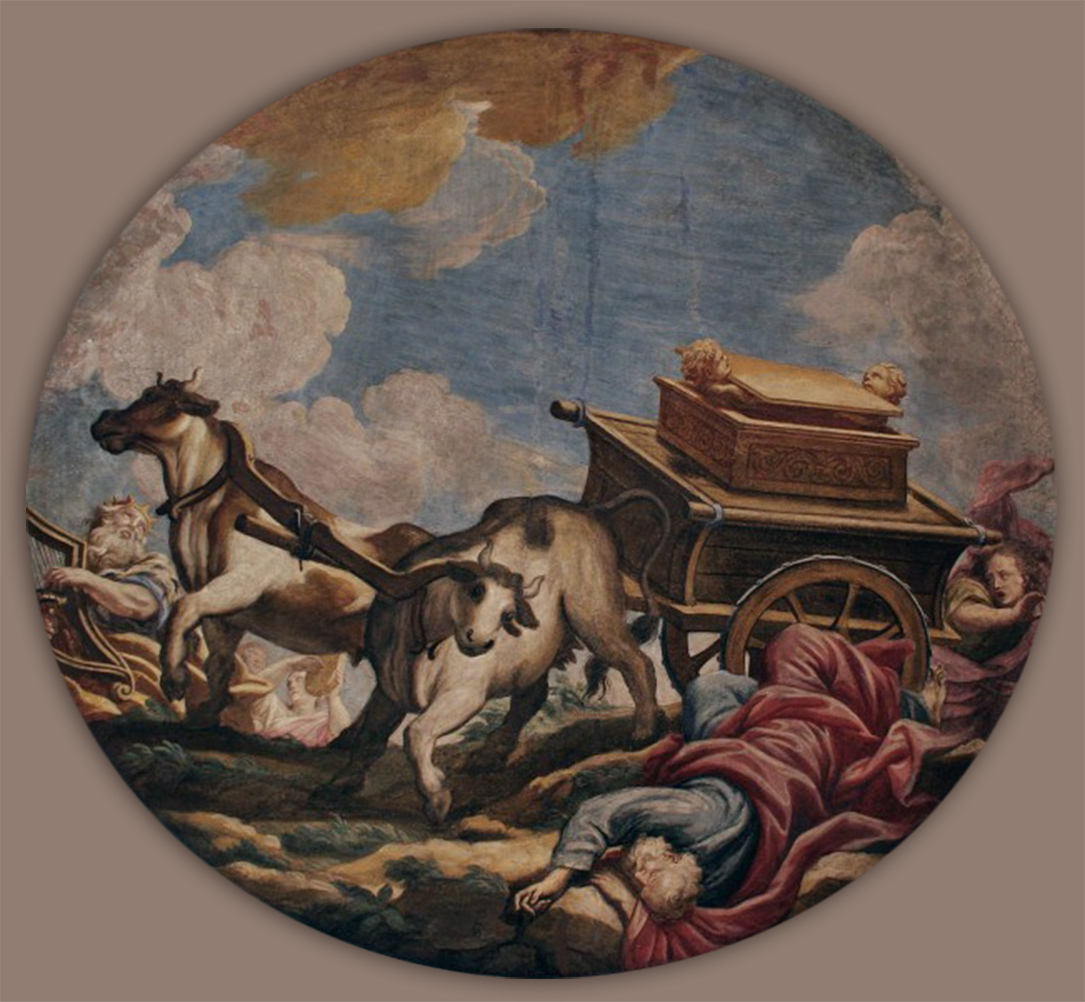
Gemälde des Todes von Usa von Giulio Quaglio (1668–1751) im Dom St. Nikolaus (von 1704)

Usa (in wenigen Bibelübersetzungen auch Ussa, hebr. עֻזָּה oder auch עֻזָּא, griech. Οζα) ist eine Person aus dem Tanach/dem Alten Testament. Er starb beim Transport der Bundeslade nach Jerusalem (2 Sam 6  und 1 Chr 13 ).

## Etymologie
Der Name Usa (hebräisch עֻזָּה ‘uzzāh und עֻזָּא ‘uzzā’) lässt sich von dem Wort עֹז ‘oz „Kraft / Stärke“ ableiten und wäre damit ein Kosename. Der Name könnte aber auch die Kurzform eines Satznamens mit theophorem Element sein, dies hieße übersetzt „(JHWH / Gott) ist Kraft“. Verwandt sind die Namen Usija („meine Kraft ist JHWH“), Usiël („meine Kraft ist Gott“) und Usi („meine Kraft [ist Gott]“).

## Biographie

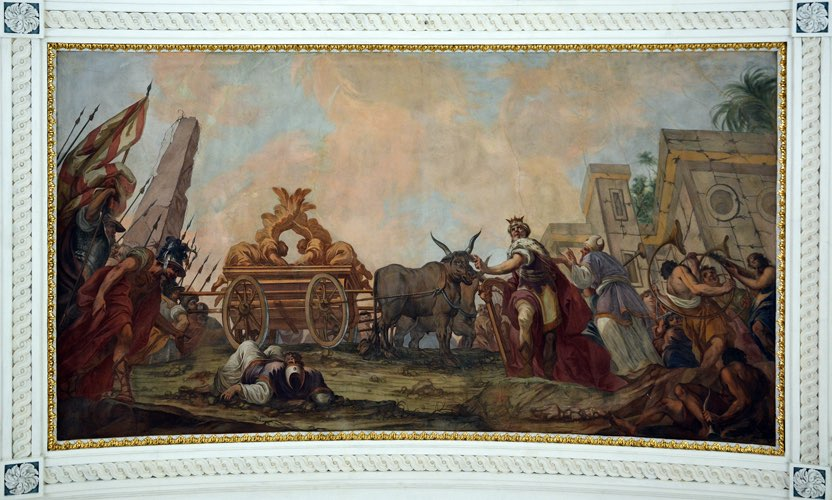
Deckenfresko von Usas Tod in der Pfarrkirche Menzingen ZG, gemalt von Joseph Keller

Usa wird als Sohn Abinadabs und Bruder Eleasars und Achios (Achjos) vorgestellt. Seine Familie gehört dem Stamm Levi an. In ihrem Haus, von dem gesagt wird, dass es auf einem Hügel liegt, wird die Bundeslade untergebracht und unter die Aufsicht Eleasars gestellt, nachdem sie von den Philistern zurückgekehrt ist (1 Sam 7,1 ).
Als David die Bundeslade nach über 20 Jahren nach Jerusalem überführen will (2 Sam 6,3 ), fällt Usa und Achio die Aufgabe zu, den Ochsenkarren anzutreiben, der die Bundeslade transportiert. Die Lade musste von Leviten auf vergoldeten Stangen getragen werden, die durch Ringe an den vier Ecken der Lade befestigt waren (Ex 25,10–16 ). Als der Karren bedenklich ins Schwanken gerät und die Bundeslade herabzufallen droht, streckt Usa seine Hand aus und berührt diese, um ihren Sturz zu verhindern. Nach dem Gesetz Gottes (Num 4,15.19 ) ist es aber selbst den „Söhnen Kahats“, deren Aufgabe es ist, die Bundeslade und alle ihre Gerätschaften zu transportieren, unter Todesstrafe verboten, „das Heiligtum … an(zu)rühren“. Deshalb wird Usa, nachdem er gegen dieses Gesetz verstoßen hat, von Gott erschlagen, weil der göttliche Zorn über ihn entbrennt (2 Sam 6,6–8 ). Der Ort, an dem dies geschieht, wird daraufhin Perez Uzza („Uzzas Untergang“) genannt (1 Chr 13,11 ).
David ist von diesem Vorfall so erschüttert, dass er es nicht wagt, die Bundeslade weiter transportieren zu lassen. Stattdessen lässt er sie im Haus Obed-Edoms, eines Gaditers, unterbringen (1 Chr 13,6–14 ; 2 Sam 6,2–11 ). Erst nachdem ihm berichtet wird, dass die Lade dort Segen bringt, wagt er es, sie nach Jerusalem zu holen. 
Die rigorose Bestrafung des Israeliten Usa steht dabei in Kontrast zu der segensreichen Wirkung bei dem Philister.

## Weitere Namensträger
Im Garten eines anderen Usa werden nach 2 Kön 21,18.26  die Könige Manasse und Amon bestattet.
In Esr 2,49  und Neh 7,51  erscheinen die Nachkommen eines Usa in der Liste der Tempelsklaven. In 1 Chr 6,17  erscheint ein Levit und Nachkomme Meraris mit dem Namen Usa. Schließlich erwähnt 1 Chr 8,17  einen Benjaminiter und Sohn Geras dieses Namens.